# 600

600(육백)은 599보다 크고 601보다 작은 자연수다.

## 수학
- 합성수로, 그 약수는 총 24개다. (1, 2, 3, 4, 5, 6, 8, 10, 12, 15, 20, 24, 25, 30, 40, 50, 60, 75, 100, 120, 150, 200, 300, 600)
  - 600의 진약수의 합은 1260이므로, 600은 과잉수다.
- {\displaystyle 600=24\times 25}
  - 연속하는 두 자연수의 곱으로 나타낼 수 있으며, 이 성질을 지닌 앞의 수는 552, 다음 수는 650이다.
- {\displaystyle 7^{4}-1}은 600으로 나누어떨어진다.

## 과학·기술
- 천문학
  - NGC 600(영어판): 고래자리 방향에 있는 막대나선은하.
  - 600 무사(영어판): 소행성.
- 자동차 기술
  - BMW 600(영어판): BMW의 승용차.
  - 메르세데스-벤츠 600(영어판): 메르세데스-벤츠의 승용차.
  - 피아트 600(영어판): 피아트의 승용차.
- 컴퓨터 기술
  - 아미가 600: 아미가의 가정용 컴퓨터.

## 교통

### 철도
- 600계(일본어판): 일본에서 숫자 600을 사용하는 철도 차량들을 일컫는 용어.

### 도로
- 고속도로
  - 부산외곽순환고속도로의 노선 번호.
- 기타 도로
  - 현도 제600호선

## 군사
- U-600(영어판): 제2차 세계 대전에 사용된 나치 독일의 군용 잠수함.

## 문화유산
- 대한민국의 보물 제600호: 광주 약사암 석조여래좌상

## 기타
- 연도: 600년, 기원전 600년
- 600년대
- 육백: 대한민국에서 행해지는 화투 놀이.
- 한국십진분류법에서 예술에 관한 책들이 분류되는 번호.

## 600번대의 다른 자연수

### 601~609
- 601 (육백일, DCI, 25916): 110번째 소수.
  - 16번째 중심있는 오각수.
  - 피타고라스 삼조의 빗변의 길이. ({\displaystyle 601^{2}=240^{2}+551^{2}})
- 602 (육백이, DCII, 25A16) = 2×7×43
  - 73번째 쐐기수.
- 603 (육백삼, DCIII, 25B16) = 32×67
- 604 (육백사, DCIV, 25C16) = 22×151
- 605 (육백오, DCV, 25D16) = 5×112
- 606 (육백육, DCVI, 25E16) = 2×3×101
  - 회문수, 74번째 쐐기수, 12번째 십일각수.
  - {\displaystyle 606=11^{2}+14^{2}+17^{2}}
- 607 (육백칠, DCVII, 25F16): 111번째 소수.
- 608 (육백팔, DCVIII, 26016) = 25×19
- 609 (육백구, DCIX, 26116) = 3×7×29
  - 75번째 쐐기수.

### 610~619
- 610 (육백십, DCX, 26216) = 2×5×61
  - 76번째 쐐기수, 15번째 피보나치 수.
- 611 (육백십일, DCXI, 26316) = 13×47
  - 187번째 반소수.
- 612 (육백십이, DCXII, 26416) = 22×32×17
  - 49번째 불가촉수.
  - 연속하는 두 칠각수(18, 34)의 곱.
- 613 (육백십삼, DCXIII, 26516): 112번째 소수.
  - 18번째 중심있는 사각수.
  - 피타고라스 삼조의 빗변의 길이. ({\displaystyle 613^{2}=35^{2}+612^{2}})
- 614 (육백십사, DCXIV, 26616) = 2×307
  - 188번째 반소수.
- 615 (육백십오, DCXV, 26716) = 3×5×41
  - 77번째 쐐기수.
  - 9부터 13까지 연속하는 자연수 5개의 제곱합.
- 616 (육백십육, DCXVI, 26816) = 23×7×11
  - 회문수, 16번째 칠각수.
- 617 (육백십칠, DCXVII, 26916): 113번째 소수.
  - 30번째 슈퍼 소수.
  - 피타고라스 삼조의 빗변의 길이. ({\displaystyle 617^{2}=105^{2}+608^{2}})
  - {\displaystyle 617=(1!)^{2}+(2!)^{2}+(3!)^{2}+(4!)^{2}}
- 618 (육백십팔, DCXVIII, 26A16) = 2×3×103
  - 78번째 쐐기수.
- 619 (육백십구, DCXIX, 26B16): 114번째 소수.

### 620~629
- 620 (육백이십, DCXX, 26C16) = 22×5×31
- 621 (육백이십일, DCXXI, 26D16) = 33×23
- 622 (육백이십이, DCXXII, 26E16) = 2×311
  - 189번째 반소수.
- 623 (육백이십삼, DCXXIII, 26F16) = 7×89
  - 190번째 반소수.
- 624 (육백이십사, DCXXIV, 27016) = 24×3×13
  - 50번째 불가촉수, 8번째 이십사각수.
  - 연속하는 두 짝수(24, 26)의 곱.
- 625 (육백이십오, DCXXV, 27116) = 54 = 252
  - 피타고라스 삼조의 빗변의 길이. ({\displaystyle 625^{2}=336^{2}+527^{2}})
  - {\displaystyle 625={\frac {5}{8}}\times 10^{3}={\frac {1}{16}}\times 10^{4}}
- 626 (육백이십육, DCXXVI, 27216) = 2×313
  - 회문수, 191번째 반소수, 51번째 불가촉수.
- 627 (육백이십칠, DCXXVII, 27316) = 3×11×19
  - 79번째 쐐기수.
- 628 (육백이십팔, DCXXVIII, 27416) = 22×157
  - 52번째 불가촉수.
- 629 (육백이십구, DCXXIX, 27516) = 17×37
  - 192번째 반소수.
  - 피타고라스 삼조의 빗변의 길이. ({\displaystyle 629^{2}=100^{2}+621^{2}=429^{2}+460^{2}})

### 630~639
- 630 (육백삼십, DCXXX, 27616) = 2×32×5×7
  - 35번째 삼각수.
  - 연속하는 두 십오각수(15, 42)의 곱.
  - 11부터 14까지 연속하는 네 자연수의 제곱합.
- 631 (육백삼십일, DCXXXI, 27716): 115번째 소수.
  - 21번째 중심있는 삼각수, 15번째 중심있는 육각수.
- 632 (육백삼십이, DCXXXII, 27816) = 23×79
- 633 (육백삼십삼, DCXXXIII, 27916) = 3×211
  - 193번째 반소수.
- 634 (육백삼십사, DCXXXIV, 27A16) = 2×317
  - 194번째 반소수.
- 635 (육백삼십오, DCXXXV, 27B16) = 5×127
  - 195번째 반소수.
- 636 (육백삼십육, DCXXXVI, 27C16) = 22×3×53
  - 회문수.
- 637 (육백삼십칠, DCXXXVII, 27D16) = 72×13
  - 13번째 십각수.
- 638 (육백삼십팔, DCXXXVIII, 27E16) = 2×11×29
  - 80번째 쐐기수, 14번째 중심있는 칠각수.
- 639 (육백삼십구, DCXXXIX, 27F16) = 32×71
  - 71 이하의 모든 소수의 합.

### 640~649
- 640 (육백사십, DCXL, 28016) = 27×5 = 80×08
  - {\displaystyle ab\times ba}의 꼴로 나타낼 수 있는 수열의 80번째 수. (OEIS의 수열 A061205)
  - 10번째 십육각수.
- 641 (육백사십일, DCXLI, 28116): 116번째 소수.
  - 28번째 소피 제르맹 소수(↔ 1283), 14번째 프로트 소수({\displaystyle 641=5\times 2^{7}+1}).
  - 피타고라스 삼조의 빗변의 길이. ({\displaystyle 641^{2}=200^{2}+609^{2}})
- 642 (육백사십이, DCXLII, 28216) = 2×3×107
  - 81번째 쐐기수.
- 643 (육백사십삼, DCXLIII, 28316): 117번째 소수.
- 644 (육백사십사, DCXLIV, 28416) = 22×7×23
- 645 (육백사십오, DCXLV, 28516) = 3×5×43
  - 82번째 쐐기수, 9번째 칠각뿔수.
  - 7부터 15까지 연속하는 홀수 5개의 제곱합, 3부터 12까지 연속하는 자연수 10개의 제곱합.
- 646 (육백사십육, DCXLVI, 28616) = 2×17×19
  - 회문수, 83번째 쐐기수.
- 647 (육백사십칠, DCXLVII, 28716): 118번째 소수.
- 648 (육백사십팔, DCXLVIII, 28816) = 23×34
  - 8번째 아킬레스 수.
- 649 (육백사십구, DCXLIX, 28916) = 11×59
  - 196번째 반소수.

### 650~659
- 650 (육백오십, DCL, 28A16) = 2×52×13
  - 12번째 사각뿔수.
  - 연속하는 두 자연수(25, 26)의 곱.
  - 연속하는 두 홀수(17, 19)의 제곱합.
- 651 (육백오십일, DCLI, 28B16) = 3×7×31
  - 84번째 쐐기수, 21번째 오각수.
- 652 (육백오십이, DCLII, 28C16) = 22×163
  - 8번째 이십오각수.
- 653 (육백오십삼, DCLIII, 28D16): 119번째 소수.
  - 29번째 소피 제르맹 소수(↔ 1307).
  - 피타고라스 삼조의 빗변의 길이. ({\displaystyle 653^{2}=315^{2}+572^{2}})
- 654 (육백오십사, DCLIV, 28E16) = 2×3×109
  - 85번째 쐐기수.
- 655 (육백오십오, DCLV, 28F16) = 5×131
  - 197번째 반소수.
- 656 (육백오십육, DCLVI, 29016) = 24×41
  - 회문수.
- 657 (육백오십칠, DCLVII, 29116) = 32×73
  - 9번째 이십각수.
- 658 (육백오십팔, DCLVIII, 29216) = 2×7×47
  - 86번째 쐐기수, 53번째 불가촉수.
- 659 (육백오십구, DCLIX, 29316): 120번째 소수.
  - 30번째 소피 제르맹 소수(↔ 1319).
  - 서로 다른 세 소수(3, 11, 23)의 제곱합으로 나타낼 수 있는 10번째 소수.

### 660~669
- 660 (육백육십, DCLX, 29416) = 22×3×5×11
- 661 (육백육십일, DCLXI, 29516): 121번째 소수.
  - 피타고라스 삼조의 빗변의 길이. ({\displaystyle 661^{2}=300^{2}+589^{2}})
- 662 (육백육십이, DCLXII, 29616) = 2×331
  - 198번째 반소수.
- 663 (육백육십삼, DCLXIII, 29716) = 3×13×17
  - 87번째 쐐기수.
- 664 (육백육십사, DCLXIV, 29816) = 23×83
- 665 (육백육십오, DCLXV, 29916) = 5×7×19
  - 88번째 쐐기수.
- 666 (육백육십육, DCLXVI, 29A16) = 2×32×37
  - 회문수, 36번째 삼각수.
- 667 (육백육십칠, DCLXVII, 29B16) = 23×29
  - 199번째 반소수, 연속하는 두 소수의 곱.
  - {\displaystyle 667\approx {\frac {2}{3}}\times 10^{3}}
- 668 (육백육십팔, DCLXVIII, 29C16) = 22×167.
- 669 (육백육십구, DCLXIX, 29D16) = 3×223
  - 200번째 반소수.

### 670~679
- 670 (육백칠십, DCLXX, 29E16) = 2×5×67
  - 89번째 쐐기수, 55번째 불가촉수, 10번째 팔면체수.
- 671 (육백칠십일, DCLXXI, 29F16) = 11×61
  - 201번째 반소수.
- 672 (육백칠십이, DCLXXII, 2A016) = 25×3×7
  - 12번째 십이각수.
- 673 (육백칠십삼, DCLXXIII, 2A116): 122번째 소수.
  - 15번째 프로트 소수({\displaystyle 673=21\times 2^{5}+1}).
  - 피타고라스 삼조의 빗변의 길이. ({\displaystyle 673^{2}=385^{2}+552^{2}})
- 674 (육백칠십사, DCLXXIV, 2A216) = 2×337
  - 202번째 반소수.
- 675 (육백칠십오, DCLXXV, 2A316) = 33×52
  - 9번째 아킬레스 수.
  - 연속하는 두 홀수(25, 27)의 곱.
- 676 (육백칠십육, DCLXXVI, 2A416) = 22×132 = 262
  - 회문수.
- 677 (육백칠십칠, DCLXXVII, 2A516): 123번째 소수.
  - 피타고라스 삼조의 빗변의 길이. ({\displaystyle 677^{2}=52^{2}+675^{2}})
  - 연속하는 세 자연수(14, 15, 16)의 제곱합.
- 678 (육백칠십팔, DCLXXVIII, 2A616) = 2×3×113
  - 90번째 쐐기수.
- 679 (육백칠십구, DCLXXIX, 2A716) = 7×97
  - 203번째 반소수.
  - 8부터 13까지 연속하는 자연수 6개의 제곱합.

### 680~689
- 680 (육백팔십, DCLXXX, 2A816) = 23×5×17
  - 15번째 사면체수.
- 681 (육백팔십일, DCLXXXI, 2A916) = 3×227
  - 204번째 반소수, 17번째 중심있는 오각수.
- 682 (육백팔십이, DCLXXXII, 2AA16) = 2×11×31
  - 91번째 쐐기수.
- 683 (육백팔십삼, DCLXXXIII, 2AB16): 124번째 소수.
  - 31번째 소피 제르맹 소수(↔ 1367).
  - 연속하는 세 홀수 13, 15, 17의 제곱합.
- 684 (육백팔십사, DCLXXXIV, 2AC16) = 22×32×19
  - 7부터 17까지 연속하는 네 소수의 제곱합.
  - 연속하는 세 자연수(5, 6, 7)의 세제곱합.
- 685 (육백팔십오, DCLXXXV, 2AD16) = 5×137
  - 205번째 반소수, 19번째 중심있는 사각수.
  - 피타고라스 삼조의 빗변의 길이. (685^2 = 37^2 + 684^2 = 156^2 + 667^2)
- 686 (육백팔십육, DCLXXXVI, 2AE16) = 2×73
  - 회문수.
- 687 (육백팔십칠, DCLXXXVII, 2AF16) = 3×229
  - 206번째 반소수.
- 688 (육백팔십팔, DCLXXXVIII, 2B016) = 24×43
- 689 (육백팔십구, DCLXXXIX, 2B116) = 13×53
  - 207번째 반소수.
  - 피타고라스 삼조의 빗변의 길이. ({\displaystyle 689^{2}=111^{2}+680^{2}=400^{2}+561^{2}})

### 690~699
- 690 (육백구십, DCXC, 2B216) = 2×3×5×23
- 691 (육백구십일, DCXCI, 2B316): 125번째 소수.
  - 196과 함께 라이크렐 수로 추정되는 수.
- 692 (육백구십이, DCXCII, 2B416) = 22×173
- 693 (육백구십삼, DCXCIII, 2B516) = 32×7×11
  - 연속하는 세 홀수(7, 9, 11)의 곱.
  - {\displaystyle 693=12^{2}+15^{2}+18^{2}}
- 694 (육백구십사, DCXCIV, 2B616) = 2×347
  - 208번째 반소수, 22번째 중심있는 삼각수.
- 695 (육백구십오, DCXCV, 2B716) = 5×139
  - 209번째 반소수.
- 696 (육백구십육, DCXCVI, 2B816) = 23×3×29
  - 회문수.
- 697 (육백구십칠, DCXCVII, 2B916) = 17×41
  - 210번째 반소수, 17번째 칠각수, 16번째 케이크 수.
  - 피타고라스 삼조의 빗변의 길이. ({\displaystyle 697^{2}=185^{2}+672^{2}=455^{2}+528^{2}})
- 698 (육백구십팔, DCXCVIII, 2BA16) = 2×349
  - 211번째 반소수, 서로 다른 두 소수(13, 23)의 제곱합으로 나타낼 수 있는 17번째 반소수.
- 699 (육백구십구, DCXCIX, 2BB16) = 3×233
  - 212번째 반소수.